# キム・レイヴァー
キム・レイヴァー（Kim Raver、本名：Kimberly Jayne Raver、1969年3月15日 - ）は、アメリカ合衆国の女優。

## 来歴・人物
ニューヨーク出身。母ティナ・レイヴァー( Tina Raver)、養父クリス・メルテセン(Chris Meltesen)の元、育つ。姉妹が4人、兄弟が二人いる。1975年にアメリカの子供番組の『セサミストリート』にレギュラー出演し、1978年まで出演していた。
ボストン大学を卒業後、ブロードウェイ劇・コマーシャルなどに出演して演技力を磨き、『ロー&オーダー』 (1996年) ・『ER』 (2002年) などに出演。ニューヨークの警察官・消防士・救急救命士の活躍を描いたヒットドラマ『サード・ウォッチ』(1999年 - 2005年) では救急救命士のキム・ザンブラノ、『24 -TWENTY FOUR-』では国防長官の娘、オードリー・レインズ役としてレギュラー出演した。また、現在はアメリカでヒットした医療ドラマ『グレイズ・アナトミー 恋の解剖学』のシーズン6から医師テディ・アルトマン役を演じている。
フランス語およびドイツ語が堪能。ドイツ語は母がドイツ生まれのため。
私生活では2000年にフランス出身の脚本家･映像監督のManuel Boyerと結婚、2002年7月、2007年10月にそれぞれ男の子を出産している。

## 出演作品

### 映画
| 公開年 | 邦題 原題                               | 役名             | 備考 |
| ------ | --------------------------------------- | ---------------- | ---- |
| 2006   | ナイト ミュージアム Night at the Museum | エリカ・デイリー |      |

### テレビシリーズ
| 放映年           | 邦題 原題                                                  | 役名                                 | 備考                                                                            |
| ---------------- | ---------------------------------------------------------- | ------------------------------------ | ------------------------------------------------------------------------------- |
| 1995             | セントラル・パーク・ウェスト Central Park West             | ディーン・ランダーズ                 | 計3話出演                                                                       |
| 1996             | ロー&オーダー Law & Order                                  | ウェンディー・カーメル               | 第6シーズン第22話「ホームシック」                                               |
| 1997             | ザ・プラクティス ボストン弁護士ファイル The Practice       | ビクトーリア・キーナン               | 第1シーズン第7話「禁断の恋」                                                    |
| 1997             | スピン・シティ Spin City                                   | ジニー                               | 第2シーズン第8話「メロドラマな人生」                                            |
| 1998             | トリニティ Trinity                                         | クラリッサー・マカリスター           | 計3話出演                                                                       |
| 1999-2005        | サード・ウォッチ Third Watch                               | “キム”：キンバリー・ザンブラノ救命士 | メインキャスト                                                                  |
| 2002             | ER緊急救命室 ER                                            | “キム”：キンバリー・ザンブラノ救命士 | 第8シーズン第19話「緊急事態」                                                   |
| 2005-2007        | 24 -TWENTY FOUR- Twenty Four                               | オードリー・レインズ                 | メインキャスト                                                                  |
| 2006-2007        | ザ・ナイン The Nine                                        | キャスリン・ヘイル                   | メインキャスト                                                                  |
| 2008-2009        | リップスティック・ジャングル Lipstick Jungle               | ニコ・ライリー                       | メインキャスト                                                                  |
| 2009–2012, 2017– | グレイズ・アナトミー 恋の解剖学 Grey's Anatomy             | テディ・アルトマン                   | メインキャスト（第6-8シーズン、第15シーズン～現在）リカーリング（第14シーズン） |
| 2010             | 沈黙の絆 Bond of Silence                                   | ケイティ・マッキントッシュ           | テレビ映画                                                                      |
| 2012-2014        | レボリューション Revolution                                | ジュリア・ネヴィル                   | シーズン2－4：計9話出演                                                         |
| 2013             | NCIS:LA 〜極秘潜入捜査班 NCIS: Los Angeles                 | パリス・サマースキル                 | 計2話出演                                                                       |
| 2014             | 24 -TWENTY FOUR- リブ・アナザー・デイ 24: Live Another Day | オードリー・レインズ                 | メインキャスト                                                                  |
| 2015             | BONES Bones                                                | グレイス・ミラー特別捜査官           | 計2話出演                                                                       |
| 2017             | APB ハイテク捜査網 APB                                     | ローレン・フィッチ                   | 計3話出演                                                                       |
| 2017             | レイ・ドノヴァン ザ・フィクサー Ray Donovan                | バーンスタイン医師                   | 計4話出演                                                                       |
| 2018             | サバイバー: 宿命の大統領 Designated Survivor               | アンドレア・フロスト                 | 計6話出演                                                                       |
| 2020-2023        | STATION 19                                                 | テディ・アルトマン                   | 計4話出演                                                                       |